# Pedro das Leis
Pierre de Corbigny (França - Portugal), em Português Pedro de Corbigny, que aqui foi chamado Mestre Pedro das Leis, foi um jurista, diplomata e político português.

## Biografia
Doutor em ambos os Direitos (Civil e Canónico) pela Universidade de Orleães, Lente na Faculdade de Leis e na Faculdade de Cânones da Universidade de Lisboa, sendo Juiz Desembargador, Embaixador e Cavaleiro do Conselho de D. Afonso IV de Portugal.
Casou com D. Sancha Martins de Alvernaz, que faleceu com Testamento feito em Lisboa, a 25 de Agosto de 1376, da qual teve uma filha, Inês Martins, casada com Diogo Afonso Botelho (Vila Real, c. 1323 - d. 1385), com geração.